# Jejsing
Jejsing (Duits:Jeising) is een plaats in de Deense regio Zuid-Denemarken, gemeente Tønder, en telt 514 inwoners (2007).